# Сациас, Яннис
Я́ннис Са́циас (греч. Γιάννης Σατσιάς; 28 декабря 2002) — кипрский футболист, полузащитник клуба АПОЭЛ и сборной Кипра. Сын Мариноса Сациаса.

## Биография

### Клубная карьера
Сын знаменитого футболиста Мариноса Сациаса, проведшего всю карьеру в клубе АПОЭЛ. Яннис, как и его отец, является воспитанником АПОЭЛа. За основной состав команды дебютировал в возрасте 17 лет 21 августа 2020 года в матче первого тура против «Кармиотисса», в котором вышел на замену на 59-й минуте вместо Мариуса Лундему.

### Карьера в сборной
В феврале 2020 года дебютировал за юношескую сборную Кипра, сыграв в двух товарищеских матчах со сборной Австрии.